# 青山駅 (中央本線)
青山駅（あおやまえき）は、かつて日本の東京府東京市にあった院線中央本線の鉄道駅。

## 沿革
- 1894年9月23日 - 甲武鉄道線新宿駅から分岐する、陸軍省専用線の青山軍用停車場として開業[1]。実際の分岐点は2023年現在の千駄ケ谷駅付近であったが、当時は千駄ケ谷駅・代々木駅ともに未開業だった。甲武鉄道が管理を受託する。
- 1896年9月25日 - 甲武鉄道への委託を解除[1]。陸軍省が直接管理するようになる[1]。
- 時期不明 - 廃止[1]。
- 1897年2月2日 - 英照皇太后の霊柩列車のため、新宿駅から分岐する甲武鉄道線支線の青山仮停車場として開業[1][2][3]。
- 1897年2月3日 - 廃止[1]。
- 1912年9月13日 - 明治天皇の霊柩列車のため、千駄ケ谷駅から分岐する院線中央本線支線の青山仮停車場として開業[1][4][5]。
- 1912年9月15日 - 廃止[1]。